# Antón Bakov
Antón Bakov (Sverdlovsk, actual Ekaterimburgo, 29 de diciembre de 1965) es un empresario ruso, exdiputado de la Duma Estatal de la Federación Rusa (en 2003-2007), además de político, escritor, defensor de derechos (oponiéndose a la corrupción, a los grupos mafiosos, y a la contaminación de los océanos, y en apoyo de atención médica de calidad, de una ecología sana para nuestro planeta, y de un correcto acceso a la vivienda para los sectores medios, además de propiciar las cooperativas de consumo y de crédito, y un fluido acceso a Internet por parte de amplios sectores de la población), y también líder del Partido Monárquico de Rusia, y presidente del Fondo Imperial de Palacio.

## Biografía
Antón Bakov nació el 29 de diciembre de 1965 en Sverdlovsk (actual Ekaterimburgo), en el seno de una familia de ingenieros de Uralmashzavod (fábrica de construcción de maquinaria uraliana). En 1988, completó estudios en el Instituto Uraliano Politécnico S.M. Kirov. Durante la Perestroika, liderada por Mijaíl Gorbachov, Bakov mostró claramente sus inclinaciones políticas anticomunistas, y proclives a una restauración monárquica en Rusia.  
Bakov está casado en segundas nupcias, y tiene cuatro hijos y cinco nietos.
Bakov es el creador del proyecto de Franco de los Urales.

## Actividad Pública

### Las elecciones del Gobernador del Óblast de Sverdlovsk en 1995
En 1994, Antón Bakov fue elegido diputado de la Duma del Óblast de Sverdlovsk, por mandato de la ciudad de Serov y del presidente del comité legislativo de la Duma. La primera actividad como diputado de Antón Bakov, fue dedicarse a la lucha contra el destino de los jefes de las ciudades y el gobernador del Óblast de Sverdlovsk. Entonces, Antón Bakov creó el servicio de socorro social.
En 1994, Antón Bakov se hizo miembro del equipo activo del presidente del pensamiento regional de Edward Rossel, y fue elegido coordinador político de su movimiento "la Transformación de los Urales". Ser miembro de la sede preelectoral de Edward Rossel, fue exitoso para Rossel en las elecciones de gobernador del año 1995.
Antón Bakov también participó en las elecciones para alcalde de la ciudad Ekaterinburgo en el año 1995, aunque perdió frente al alcalde Arcady Chernetsky, habiendo obtenido el segundo lugar.

### La actividad de diputado en 1996-2003
En 1996, Antón Bakov fue elegido vicepresidente del pensamiento de Sverdlovsk regional, y entonces, nominaron al candidato al puesto del gobernador del Óblast de Kurgán, pero ello no fue registrado por la comisión electoral regional.
En 2000, Antón Bakov fue elegido diputado de la Cámara de los Representantes (Cámara Alta) de la Asamblea legislativa de la región de Sverdlov del distrito electoral, por mandato de la ciudad de Serov. Allí, actuó contra la corrupción política, creando el movimiento "la Antimafia", que resistó a la agrupación "Uralmash" (organización criminal), oponiéndose a la repartición de la propiedad. Para el aumento de la actividad de la población, Bakov conducía la actividad de ilustración, creaba las cooperativas de consumo y de crédito, así como los consejos de la autonomía territorial pública, y la sociedad de los propietarios de la vivienda. Como el diputado, Antón Bakov consiguió el aumento de los subsidios infantiles y de las pensiones.

### Las elecciones del Gobernador del Óblast de Sverdlovsk en 2003
En 2003, participó en las elecciones del gobernador del Óblast de Sverdlovsk. Edward Rossel le ha acusado por los enlaces con la agrupación "Uralmash" (organización criminal).
En la segunda vuelta de estas elecciones, Antón Bakov perdió frente a Edward Rossel, habiendo obtenido 330 000 votos, frente a más de 600 000 votos conseguidos por Rossel.

### La actividad de diputado en 2003-2007
En 2003, Antón Bakov fue elegido diputado de la Duma Estatal de la Federación Rusa, por mandato n° 167 de la ciudad de Serov. Después de las elecciones, entró en la Unión de las Fuerzas de Derecha. En el período 2004-2007, dirigió todas las campañas exitosas de la Unión de las Fuerzas de Derecha, excepto en Chechenia y en Moscú.
En la primavera de 2005, Antón Bakov creó el sindicato para la clase media del PROFI. La actividad de este sindicato se ha distribuido por varias regiones de Rusia. Antón Bakov ha organizado los centros de defensa de derechos del PROFI, que se ocuparon de los derechos de los pacientes frente a arbitrariedades de los médicos, en los hospitales y las policlínicas, cortando o minimizando la difusión de las medicinas falsificadas.

## Actividad privada
En los últimos años, corresponde destacar que Antón Bakov se ocupó también del desarrollo de los medios de la información de masas en Internet, las redes, y las políticas sociales, en particular, dirigido a la movilización de la población en su lucha contra la corrupción. Además, Antón sentía afición por la oceanología, y se oponía a la contaminación del océano mundial, propiciando la conservación de la herencia natural de nuestro planeta.
Antón Bakov fue elegido con fecha 14 de octubre de 2010 como vicepresidente del consejo político del Partido del Asunto. Sin embargo, ya en el inicio tuvo  que renunciar por motivos formales.
En julio-agosto de 2011, desde la presión, se cuentan afirmaciones como que Antón Bakov estuvo detrás de la creación en el Óblast de Sverdlovsk, la sociedad Bazhovsky (en apoyo del gobernador).
En abril de 2012, Antón Bakov fue elegido presidente del consejo político del Partido Monárquico de Rusia, en su congreso constituyente. El Ministerio de Justicia de la Federación Rusa, tiene registrada la creación de este movimiento político con fecha 16 de julio de 2012. Se trata de la primera partida legal monárquica en Rusia después de 1917.

### Negocios
Todavía estudiando en el instituto, en 1987 Bakov creó las primeras agencias turísticas privadas "El Cedro" y "La Malaquita". En 1991, esas compañías eran transformadas en el East Line Group.
En el período 1997-2000, Antón Bakov trabajó como director general en una fábrica metalúrgica de nombre de A.K. Serov (9000 trabajadores).
Hoy día, Antón Bakov es uno de los mayores propietarios de tierras de los Urales, propiciando grandes proyectos de desarrollo en Rusia e incluso en el extranjero. Por su iniciativa, se comenzó la reconstrucción de tres palacios imperiales destruidos, con el fin de la transmisión a sus descendientes de la Dinastía Romanov. Para esto es que Bakov organizó y encabezó el Fondo Imperial de Palacio.

### Actividad literaria y científica
Antón Bakov, autor de los libros "La Historia Cristiana de los Urales" (1991), "Que Rusia sirvo" (1999), "Las Civilizaciones de Sredizemie" (el ruso literario: "las tierras medias") (1995) (en la coautoría con Vadim Dubichev), y "El Imperio Ruso o el Sharm el-Sheij Ruso" (2011) (con Andrei Matveev).
El candidato de las ciencias técnicas (1999), tiene 20 patentes por sus invenciones.